# Любен Красини
Любен Илиев Красини е български електроинженер.

## Биография
Роден е в село Върбешница, област Враца на 8 октомври 1924 г. Завършва средно образование (гимназия) във Враца, а висше техническо (електроинженер) – в Бърно, Чехословакия (1952).
Започва работа в „Енергомонтаж“ в София (1953). Същата година преминава към инвеститорския контрол на язовир „Искър“, където отговаря за монтажа на съоръженията към язовирната стена на 2 водноелектрически централи – „Пасарел“ и „Кокаляне“, до пускането им в експоатация. После е изпратен на работа в Инвеститорската дирекция на язовир и ВЕЦ „Студен кладенец“ до пускането на обекта в експоатация(1957 – 1959).
Постъпва на работа като проектант в Машинно-електрическия отдел на „Енергопроект“ през 1960 г. Възложено му е довършване в работен стадий на проекта язовир и ВЕЦ „Ивайловград“. В колектива, на който е групов ръководител, се довършва проектирането на електрическата част на ВЕЦ„Кричим“ и на старата ВЕЦ „Въча“. Лично проектира електрическата част и компановката на ВЕЦ „Сестримо“ във всичките стадии на проекта. Там прави оригинално решение за откритата уредба 220 kV – да се изгради върху покрива на централата, с което се избягват огромните работи за оформяне на площадката за ОРУ – 220 kV в стръмния скалист скат. Негов личен проект е и електрическата част и компановката във всички стадии на ВЕЦ „Попина лъка“ и ВЕЦ „Спанчево“.
Значителен е неговият принос при разработката на много варианти за избора на мястото на ПАВЕЦ с голяма мощност. За такъв обект е избран ПАВЕЦ „Чаира“ като подземна централа. Всичките стадии на проучване и проектиране на тази ПАВЕЦ се извършват лично от него. Правят се много варианти за изнасяне и внасяне на електрическата енергия и разположение на трансформаторите. Той убедително настоява и се решава електрическата енергия да се изнася и внася на напрежение 400 kV посредством кабели, а силовите трансформатори да бъдат в отделна каверна. Това е първата инсталация за високо елнапрежение, работеща на 400 kV, в България
Освен гореизброените хидроенергийни обекти в неговата група се изработват много и разнообразни проекти, в различни стадии по електрическата част и компановката на помпени станции, язовирни стени и други.

## Проекти
- ВЕЦ „Пасарел“
- ВЕЦ „Кокаляне“
- ВЕЦ „Студен кладенец“
- ВЕЦ „Ивайловград“
- ВЕЦ „Кричим“
- ВЕЦ „Въча“ – стара
- ВЕЦ „Сестримо“
- ВЕЦ „Попина лъка“
- ВЕЦ „Спанчево“
- ПАВЕЦ „Чаира“[1]